# Sympiesis asecta
Sympiesis asecta är en stekelart som beskrevs av Vittorio Luigi Delucchi 1962. Sympiesis asecta ingår i släktet Sympiesis och familjen finglanssteklar. Inga underarter finns listade i Catalogue of Life.